# Churamiti maridadi
Churamiti maridadi és una espècie d'amfibis de la família Bufonidae endèmica de Tanzània. És monotípica del gènere Churamiti.
Es troba en perill d'extinció crític a causa del seu endemisme i la pèrdua del seu hàbitat natural.